# Hergatz
Hergatz település Németországban, azon belül Bajorországban. Lakosainak száma 2475 fő (2023. december 31.). Hergatz Wangen im Allgäu, Hergensweiler, Opfenbach és Argenbühl községekkel határos.

## Népesség
A település népessége az elmúlt években az alábbi módon változott:
| Lakosok száma | 1882 | 1005 | 2421 | 2402 | 2364 | 2393 | 2363 | 2427 | 2485 | 2475 |
|               | 1970 | 1975 | 2011 | 2012 | 2014 | 2015 | 2017 | 2019 | 2022 | 2023 |